# Джастин Бибер: Никогда не говори никогда
«Джастин Бибер: Никогда не говори никогда» (англ. Justin Bieber: Never Say Never) — трёхмерный документальный фильм, посвящённый жизни и творчеству певца Джастина Бибера. В США и Канаде премьера фильма состоялась 11 февраля 2011 года, в России прокат планировался на 24 марта, однако из-за землетрясения в Японии в итоге картина вышла лишь на DVD.

## Сюжет
Фильм, посвящённый поп-звезде Джастину Биберу, рассказывает о 10 днях из его жизни, которые предшествуют выступлению в Madison Square Garden. Билеты на этот концерт, прошедший 31 августа 2010 года и считающийся на тот момент самым крупным в его карьере, были распроданы в течение первых 22 минут продаж.
Несмотря на то, что в фильме нет интервью с самим Джастином, там присутствуют рассказы людей из его окружения. В нём также показано посещение Бибером родного города во время его тура по Канаде. Тогда он сорвал голос во время отдыха со своими старыми друзьями. В результате выступление в Сиракьюсе пришлось отложить. Ему было запрещено несколько дней разговаривать, чтоб таким образом голос достаточно восстановился к следующему концерту в Madison Square Garden.
Также в фильме присутствуют истории и старые видео из детства Бибера.

## В ролях
- Джастин Бибер
- Ашер
- Майли Сайрус
- Джейден Смит
- Шон Кингстон
- Snoop Dogg
- Ludacris
- Boyz II Men
- Скутер Браун
- L.A. Reid
- Джереми Бибер
- Хейден Томпсон
- Скраппи Стассен
- Джей Лено (хроника)
- Челси Хэндлер (хроника)

## Награды
На церемонии вручения премии MTV Movie Awards 2011, которая прошла 5 июня 2011 года, фильм победил в номинации «Самый безумный эпизод».

## Критика
Реакция критиков на фильм была неоднозначной. Согласно сводной информации на сайте Rotten Tomatoes, 64% из 101 критиков 
дали фильму положительную оценку (со средним баллом 5.8 из 10 возможных). Сводный итог звучит так: «Как документальный фильм о гастролях он довольно скучен, но в качестве 3D-представления о становлении феномена в поп-культуре „Никогда не говори никогда“, несомненно, интересен». Сайт Metacritic на основе 22 отзывов дал фильму оценку в 52 из 100 «метабаллов». Питер Хартлоб из San Francisco Chronicle дал фильму 2 из 4 звезд, заявив, что фильм, несомненно, обрадует огромную армию фанатов Бибера и что взрослые тоже найдут его довольно сносным.

## Прокат
В день премьеры, 11 февраля 2011 года фильм возглавил пятничный прокат, который прошёл в 3105 кинотеатрах, собрав приблизительно $ 12,4 млн. К концу уикенда эта сумма достигла $ 29,514,054, немного не дотянув до сборов романтической комедии «Притворись моей женой», которая собрала $ 31 млн. «Никогда не говори никогда», как говорят, превысил ожидания киноиндустрии, почти достигнув прибыли, собранной в 2008 году 3D-фильмом Майли Сайрус - Ханна Монтана и Майли Сайрус: Концертный тур «Две жизни» (31,1 млн долл.), который является рекордсменом в топе дебютных музыкальных документальных фильмов. Кроме того, он собрал в первый уик-энд больше, чем вышедший в 2009 году концертный фильм Майкл Джексон: Вот и всё, и по крайней мере в два раза больше, чем фильм группы Jonas Brothers «Jonas Brothers: The 3D Concert Experience» того же года. При этом фильм про Бибера собрал за два дня больше, чем концерт Jonas Brothers — за всё время проката.
В Соединённых Штатах он стал самым кассовым концертным фильмом начиная с 1984 года и третьим (с 1982 года) по величине сборов среди документальных фильмов.